# Cellana stellifera
Cellana stellifera is een slakkensoort uit de familie van de Nacellidae. De wetenschappelijke naam van de soort werd in 1791 voor het eerst geldig gepubliceerd door Johann Friedrich Gmelin.